# 博戈罗茨科耶 (基洛夫州)
博戈罗茨科耶（羅馬化：Bogorodskoye），旧称塔洛克柳钦斯科耶（Талоключинское），是俄罗斯基洛夫州的市级镇、博戈罗茨科耶区行政中心，地处基洛夫州东南部，在州府基洛夫东南方。卡马河流域内一条小河白洛班河（Белая Лобань）流经其西侧。
该地2021年人口有2,371人；2010年人口2,875；2002年人口3,221；1989年人口3,731。